# Acceleratorfysik
Acceleratorfysik är den underdisciplin inom fysikämnet som är ägnad åt forskning på och utveckling av partikelacceleratorer, vilka bland annat används för forskning inom högenergifysik, kärnfysik och forskning med hjälp av synkrotronljus. Som sådan kan den beskrivas som studiet av rörelse, manipulation och observation av relativistiska laddade partikelstrålar och deras interaktion med acceleratorstrukturens elektromagnetiska fält.
Den är också relaterad till andra områden:
- Mikrovågsteknik (för accelerations-/avböjningsstrukturer i radiofrekvensområdet).
- Optik med tonvikt på geometrisk optik (strålefokusering och böjning) och laserfysik (laser-partikelinteraktion).
- Datateknik med tonvikt på digital signalbehandling; till exempel för automatiserad manipulering av partikelstrålen.
- Plasmafysik, för beskrivning av intensiva strålar.

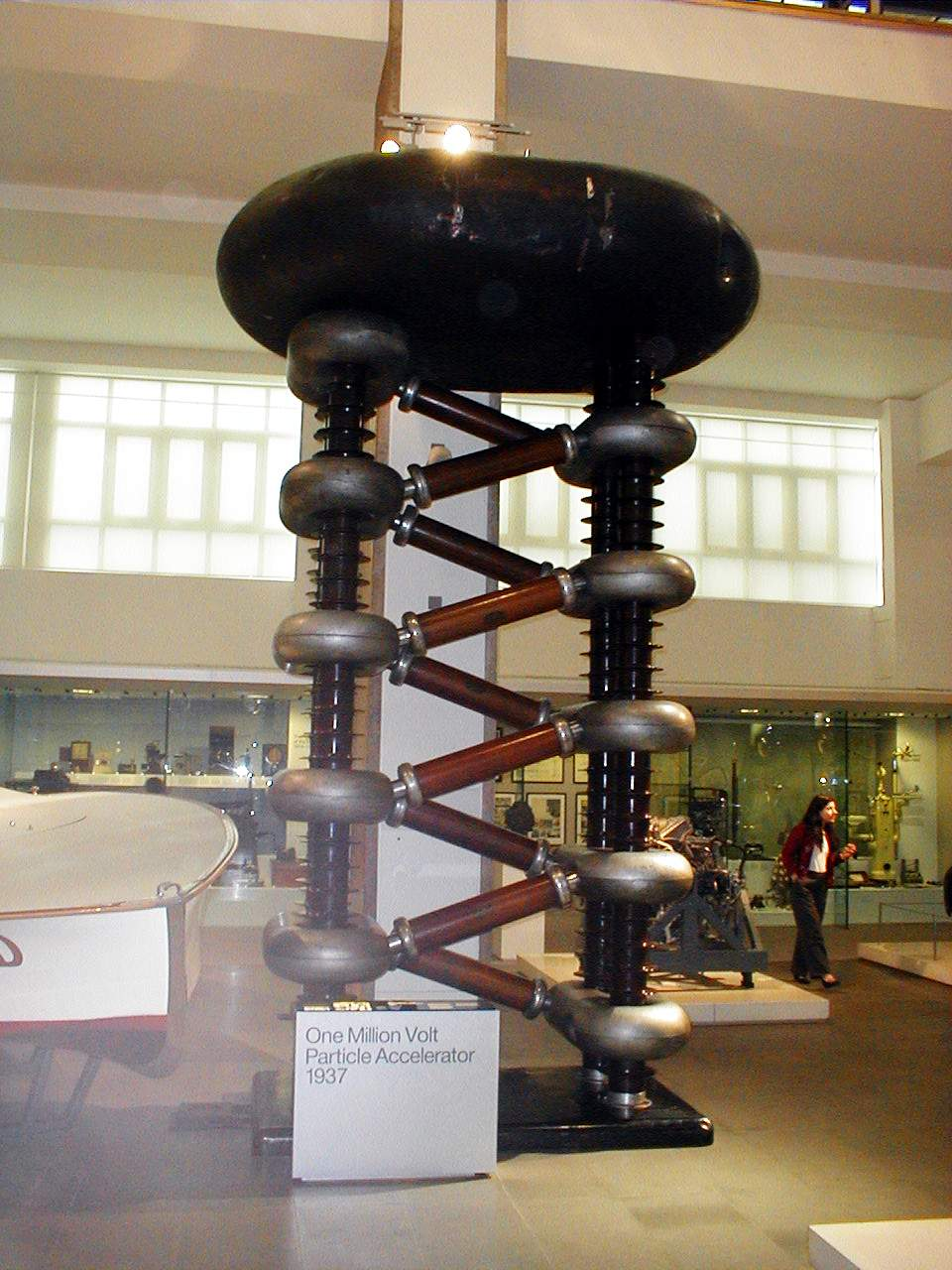
Högspänningsaccelerator byggd av Philips 1937
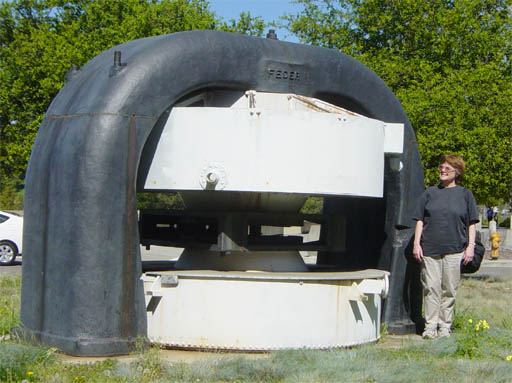
Cyklotron
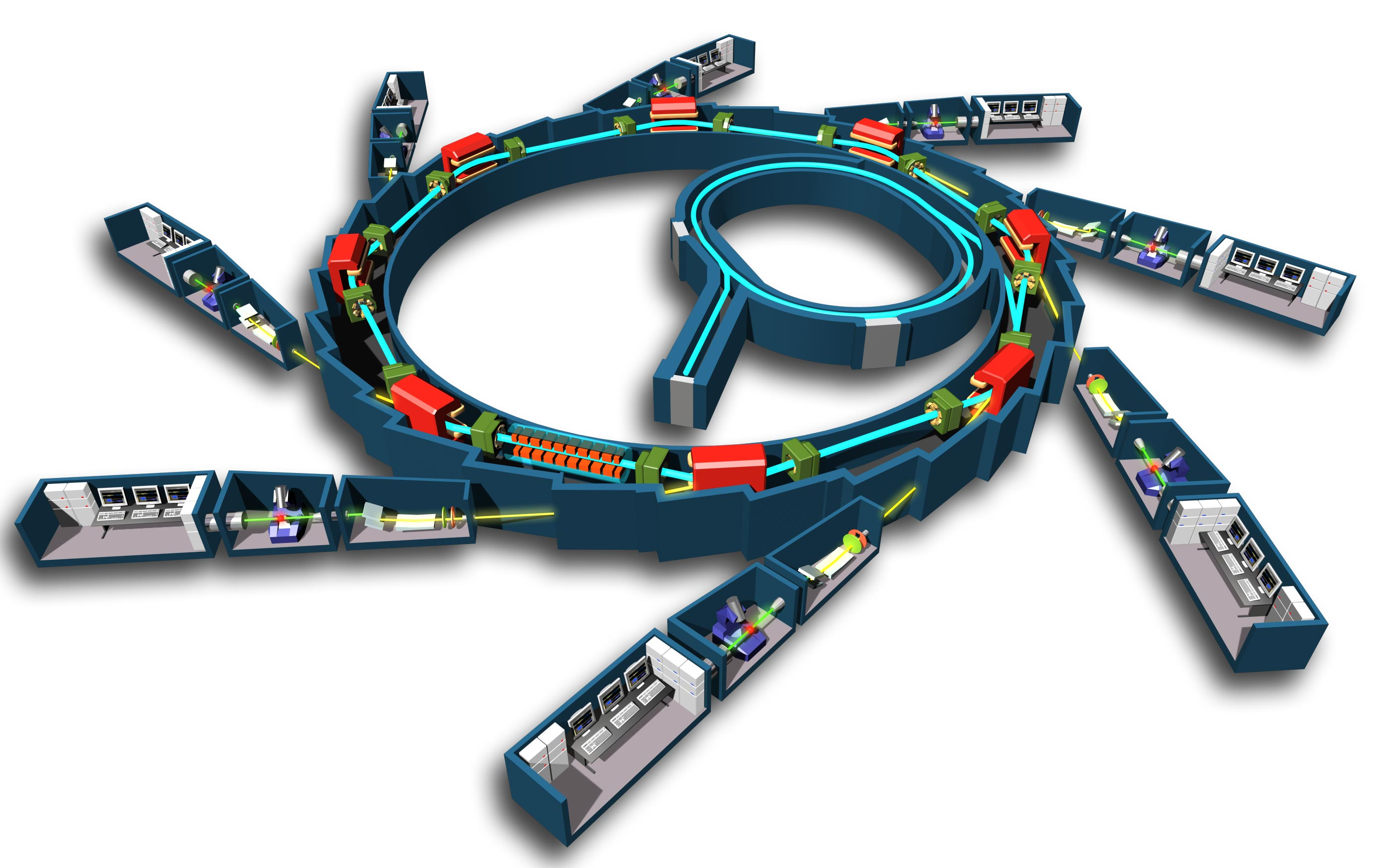
Lagringsring för synkrotronstrålning
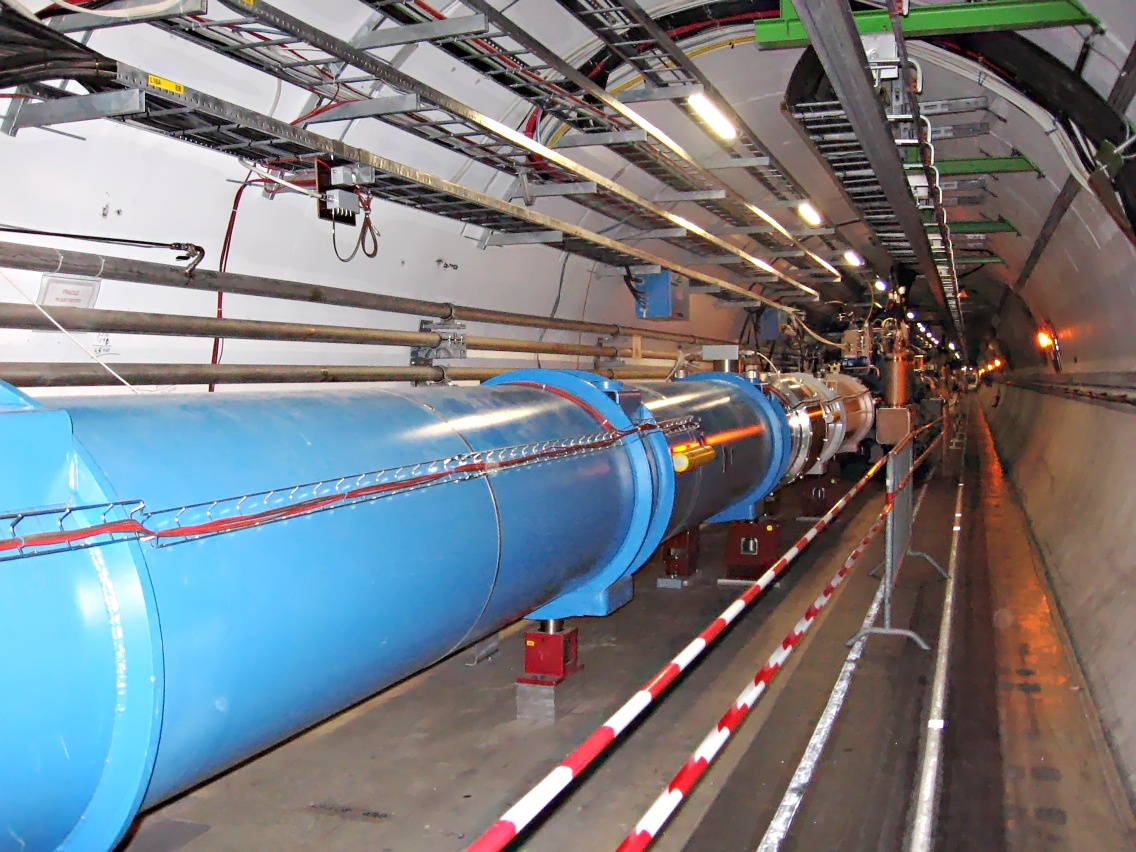
CERN Large Hadron Collider

## Acceleration och interaktion av partiklar med RF-struktur

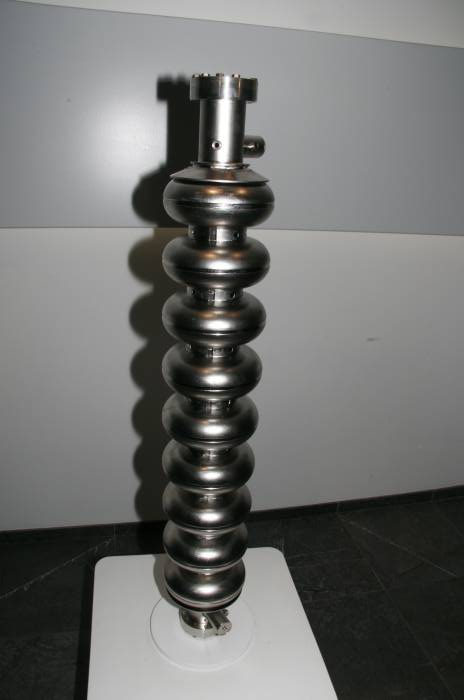
Supraledande niobhålighet för acceleration av ultrarelativistiska partiklar från TESLA-projektet

Även om det är möjligt att accelerera laddade partiklar med hjälp av elektrostatiska fält, som i en Cockcroft–Walton generator, har denna metod gränser som ges av elektriskt genombrott vid höga spänningar. Dessutom, på grund av att elektrostatiska fält är konservativa, begränsar den maximala spänningen den kinetiska energi som partiklarna kan uppnå.
För att kringgå detta problem arbetar linjära partikelacceleratorer med tidsvarierande fält. För att kontrollera detta fält med hjälp av ihåliga makroskopiska strukturer genom vilka partiklarna passerar (våglängdsbegränsningar), är frekvensen för sådana accelerationsfält belägen i radiofrekvensområdet av det elektromagnetiska spektrumet.
Utrymmet runt en partikelstråle evakueras för att förhindra spridning med gasatomer, vilket kräver att den är innesluten i en vakuumkammare (eller strålrör). På grund av de starka elektromagnetiska fälten som följer strålen är det möjligt för den att interagera med vilken elektrisk impedans som helst i strålrörets väggar. Detta kan vara i form av en resistiv impedans (det vill säga den ändliga resistiviteten hos strålrörsmaterialet) eller en induktiv/kapacitiv impedans (på grund av de geometriska förändringarna i strålrörets tvärsnitt).
Dessa impedanser kommer att inducera wakefields (en stark vridning av strålens elektromagnetiska fält) som kan interagera med senare partiklar. Eftersom denna interaktion kan ha negativa effekter, studeras den för att bestämma dess storlek och för att bestämma eventuella åtgärder som kan vidtas för att mildra den.

## Stråldynamik
På grund av partiklarnas höga hastighet, och den resulterande Lorentzkraften för magnetiska fält, styrs justeringar av strålriktningen huvudsakligen av magnetostatiska fält som avleder partiklar. I de flesta acceleratortyper (exklusive kompakta strukturer som cyklotron eller betatron) tillämpas dessa av dedikerade elektromagneter med olika egenskaper och funktioner. Ett viktigt steg i utvecklingen av dessa typer av acceleratorer var förståelsen för stark fokusering. Dipolmagneter används för att styra strålen genom strukturen, medan kvadrupolmagneter används för strålfokusering och sextupolmagneter för korrigering av dispersionseffekter.
En partikel på acceleratorns exakta designbana (eller designomlopp) påverkas endast av dipolfältkomponenter, medan partiklar med tvärgående positionsavvikelse {\displaystyle x(s)} omfokuseras till designbanan. För preliminära beräkningar, bortsett från alla fältkomponenter högre än kvadrupolär, kan en inhomogen Hill differentialekvation
{\displaystyle {\frac {d^{2}}{ds^{2}}}\,x(s)+k(s)\,x(s)={\frac {1}{\rho }}\,{\frac {\Delta p}{p}}}
användas som en approximation med 
en icke-konstant fokuseringskraft {\displaystyle k(s)}, inklusive stark fokusering och svaga fokuseringseffekter
den relativa avvikelsen från den designade strålimpulsen {\displaystyle \Delta p/p}
krökningsradien {\displaystyle \rho }, och designvägens längd {\displaystyle s},
och därmed identifiera systemet som en parametrisk oscillator. Strålparametrar för acceleratorn kan sedan beräknas med strålöverföringsmatrisanalys; till exempel är ett fyrpolärt fält analogt med en lins i geometrisk optik, som har liknande egenskaper när det gäller strålfokusering (men följer Earnshaws sats).
De allmänna rörelseekvationerna härstammar från relativistisk Hamiltonsk mekanik, i nästan alla fall med hjälp av paraxial approximation. Även i fall av starkt olinjära magnetfält, och utan paraxial approximation, kan en Lie-transform användas för att konstruera en integrator med hög grad av noggrannhet. 

## Modelleringsprogram
Det finns många olika mjukvarupaket tillgängliga för att modellera de olika aspekterna av acceleratorfysik. Man måste modellera de element som skapar de elektriska och magnetiska fälten och sedan måste man modellera den laddade partikelutvecklingen inom dessa fält. Ett populärt program för stråldynamik, designad av CERN är MAD, eller Methodical Accelerator Design. 

## Stråldiagnostik
En viktig komponent i alla acceleratorer är de diagnostiska enheterna som gör det möjligt att mäta olika egenskaper hos partikelknippen.
En typisk maskin kan använda många olika typer av mätanordningar för att mäta olika egenskaper. Bland dessa finns (men är inte begränsade till) Beam Position Monitors (BPM) för att mäta buntens position, skärmar (fluorescerande skärmar, Optical Transition Radiation (OTR)-enheter) för att avbilda gruppens profil, trådskannrar för att mäta dess tvärsnitt, och toroider eller IKT för att mäta buntladdningen (det vill säga antalet partiklar per bunt).
Även om många av dessa enheter förlitar sig på välkänd teknik, är det en komplex uppgift som kräver mycket expertis att designa en enhet som kan mäta en stråle för en viss maskin. Det är inte bara nödvändigt med en fullständig förståelse av fysiken för enhetens funktion, utan det är också nödvändigt att säkerställa att enheten är kapabel att mäta de förväntade parametrarna för den aktuella maskinen.
Framgången för hela utbudet av stråldiagnostik underbygger ofta framgången för maskinen som helhet.

## Maskintolerans
Fel i inriktningen av komponenter, fältstyrka etc. är oundvikliga i maskiner av denna skala, varför det är viktigt att överväga de toleranser under vilka en maskin kan arbeta.
Ingenjörer ger fysikerna förväntade toleranser för inriktning och tillverkning av varje komponent för att möjliggöra fullständiga fysiksimuleringar av maskinens förväntade beteende under dessa förhållanden. I många fall visar det sig att prestandan försämras till en oacceptabel nivå, vilket kräver antingen omarbetning av komponenterna eller uppfinning av algoritmer som gör att maskinens prestanda kan "justeras" tillbaka till designnivån.
Detta kan kräva många simuleringar av olika felförhållanden för att bestämma den relativa framgången för varje inställningsalgoritm, och för att tillåta rekommendationer för insamling av algoritmer som kan användas på den verkliga maskinen.